# Krușolak, Tărgoviște
Krușolak (în bulgară Крушолак) este un sat în comuna Antonovo, regiunea Tărgoviște,  Bulgaria. 

## Demografie
Componența etnică a satului Krușolak
     Bulgari (23,52%)
     Turci (76,47%)
     Nicio identificare (0%)
     Altele (0%)
La recensământul din 2011, populația satului Krușolak era de 34 locuitori. Din punct de vedere etnic, majoritatea locuitorilor (76,47%) erau turci, cu o minoritate de bulgari (23,52%). Pentru 0% din locuitori nu este cunoscută apartenența etnică.